# MY INNER CHILD MUSEUM
『MY INNER CHILD MUSEUM』（マイ・インナー・チャイルド・ミュージアム）は、阿部真央のカバー・アルバム。2021年1月20日にポニーキャニオンから発売された。

## 概要
自身初となるカバー・アルバム。自身の思い入れのある8曲のカバー曲の他、自身の楽曲「いつの日も」、「側にいて」の2曲がリアレンジされたセルフカバー（MY INNER CHILD Ver.）を収録（「側にいて 〜MY INNER CHILD Ver.〜」はCDのみの収録）。
収録曲のうち、2020年12月9日に「ロマンスの神様」、12月23日に「いつの日も 〜MY INNER CHILD Ver.〜」、2021年1月13日に「Alive」が先行配信リリースされている。

## 収録曲
| #   | タイトル                                      | 作詞 | 作曲・編曲 | 編曲         |
| --- | --------------------------------------------- | ---- | ---------- | ------------ |
| 1.  | 「Alive（SIA）」                              |      |            | ミトカツユキ |
| 2.  | 「千本桜（黒うさP feat. 初音ミク）」          |      |            | 堀江晶太     |
| 3.  | 「SAKURAドロップス（宇多田ヒカル）」          |      |            | Giga         |
| 4.  | 「奏(かなで)（スキマスイッチ）」              |      |            | 笹路正徳     |
| 5.  | 「You raise me up（ケルティック・ウーマン）」 |      |            | 笹路正徳     |
| 6.  | 「もののけ姫（米良美一）」                    |      |            | 笹路正徳     |
| 7.  | 「津軽海峡・冬景色（石川さゆり）」            |      |            | 笹路正徳     |
| 8.  | 「ロマンスの神様（広瀬香美）」                |      |            | 和田健一郎   |
| 9.  | 「いつの日も 〜MY INNER CHILD Ver.〜」        |      |            | 阿部真央     |
| 10. | 「側にいて 〜MY INNER CHILD Ver.〜」          |      |            | 和田健一郎   |